# IJsselham
IJsselham war eine Gemeinde in der niederländischen Provinz Overijssel, die nur 28 Jahre Bestand hatte. Sie wurde am 1. Januar 1973 durch die Vereinigung der drei Gemeinden Blankenham, Kuinre und Oldemarkt gebildet. Am 1. Januar 2001 wurde sie nach Steenwijk (seit 2003 Steenwijkerland genannt) eingemeindet. Am 1. Januar 2000 zählte IJsselham 5.593 Einwohner auf 103,17 km².